# Sonorelix baileyi
Sonorelix baileyi är en snäckart som först beskrevs av Bartsch 1904.  Sonorelix baileyi ingår i släktet Sonorelix och familjen Helminthoglyptidae. Inga underarter finns listade i Catalogue of Life.